# 中橡桂林
中国化工橡胶桂林有限公司，簡稱中国化工橡胶桂林，以及中橡桂林（英語：ChemChina Guilin Tire Company Limited），在1965年，由當時化工部設立，前身為「桂林輪胎廠」，以及「昊华南方（桂林）橡胶有限责任公司」。
現時由中國化工橡膠總公司（中國化工集團公司旗下）全資擁有，而主要業務在中國內地經營生产巨型工程轮胎、工程机械轮胎、载重轮胎、乘用轮胎等主要产品，以「火炬」和「賽得金」為主要品牌。
總部位於广西壯族自治区桂林市七星区横塘路80号。而董事長為曹朝陽。

## 連結
- ZXGL.net（页面存档备份，存于）